# Женска рукометна репрезентација Хрватске
Женска рукометна репрезентација Хрватске налази се у организацији Хрватског рукометног савеза (ХРС) и представља Хрватску на међународним такмичењима у рукомету.

## Успеси
- За успехе до 1992. погледајте резултате репрезентације Југославије.

### Олимпијске игре
| Година | Коло                  | Пласман               | ИГ                    | П                     | Н                     | И                     | ГД                    | ГП                    |       |
| ------ | --------------------- | --------------------- | --------------------- | --------------------- | --------------------- | --------------------- | --------------------- | --------------------- | ----- |
| 1996.  | Није се квалификовала | Није се квалификовала | Није се квалификовала | Није се квалификовала | Није се квалификовала | Није се квалификовала | Није се квалификовала | Није се квалификовала |       |
| 2000.  | Није се квалификовала | Није се квалификовала | Није се квалификовала | Није се квалификовала | Није се квалификовала | Није се квалификовала | Није се квалификовала | Није се квалификовала |       |
| 2004.  | Није се квалификовала | Није се квалификовала | Није се квалификовала | Није се квалификовала | Није се квалификовала | Није се квалификовала | Није се квалификовала | Није се квалификовала |       |
| 2008.  | Није се квалификовала | Није се квалификовала | Није се квалификовала | Није се квалификовала | Није се квалификовала | Није се квалификовала | Није се квалификовала | Није се квалификовала |       |
| 2012.  | Четвртфинале          | 7. место              | 6                     | 4                     | 0                     | 2                     | 167                   | 140                   |       |
| 2016.  | Није се квалификовала | Није се квалификовала | Није се квалификовала | Није се квалификовала | Није се квалификовала | Није се квалификовала | Није се квалификовала | Није се квалификовала |       |
| 2020.  | Није се квалификовала | Није се квалификовала | Није се квалификовала | Није се квалификовала | Није се квалификовала | Није се квалификовала | Није се квалификовала | Није се квалификовала |       |
| 2024.  | Следи                 | Следи                 | Следи                 | Следи                 | Следи                 | Следи                 | Следи                 | Следи                 | Следи |
| 2028.  | Следи                 | Следи                 | Следи                 | Следи                 | Следи                 | Следи                 | Следи                 | Следи                 | Следи |
| Укупно | 1/7                   | 1/7                   | 6                     | 4                     | 0                     | 2                     | 167                   | 140                   |       |

### Светско првенство
| Година  | Коло                  | Пласман               | ИГ                    | П                     | Н                     | И                     | ГД                    | ГП                    |
| ------- | --------------------- | --------------------- | --------------------- | --------------------- | --------------------- | --------------------- | --------------------- | --------------------- |
| / 1995. | Осмина финала         | 10. место             | 8                     | 5                     | 0                     | 3                     | 188                   | 175                   |
| 1997.   | Четвртфинале          | 6. место              | 9                     | 7                     | 0                     | 2                     | 249                   | 189                   |
| 2003.   | Први круг             | 14. место             | 5                     | 2                     | 0                     | 3                     | 142                   | 122                   |
| 2005.   | Други круг            | 11. место             | 8                     | 3                     | 0                     | 5                     | 250                   | 228                   |
| 2007.   | Други круг            | 9. место              | 8                     | 3                     | 1                     | 4                     | 237                   | 224                   |
| 2011.   | Четвртфинале          | 7. место              | 9                     | 6                     | 0                     | 3                     | 266                   | 220                   |
| 2013    | Није се квалификовала | Није се квалификовала | Није се квалификовала | Није се квалификовала | Није се квалификовала | Није се квалификовала | Није се квалификовала | Није се квалификовала |
| 2015.   | Није се квалификовала | Није се квалификовала | Није се квалификовала | Није се квалификовала | Није се квалификовала | Није се квалификовала | Није се квалификовала | Није се квалификовала |
| 2017.   | Није се квалификовала | Није се квалификовала | Није се квалификовала | Није се квалификовала | Није се квалификовала | Није се квалификовала | Није се квалификовала | Није се квалификовала |
| 2019.   | Није се квалификовала | Није се квалификовала | Није се квалификовала | Није се квалификовала | Није се квалификовала | Није се квалификовала | Није се квалификовала | Није се квалификовала |
| 2021.   | Други круг            | 18.                   | 6                     | 2                     | 0                     | 4                     | 163                   | 156                   |
| / 2023. | Други круг            | 14.                   | 6                     | 3                     | 1                     | 2                     | 150                   | 120                   |
| / 2025. | Следи                 | Следи                 | Следи                 | Следи                 | Следи                 | Следи                 | Следи                 | Следи                 |
| 2027.   | Следи                 | Следи                 | Следи                 | Следи                 | Следи                 | Следи                 | Следи                 | Следи                 |
| Укупно  | 8/14                  | 8/14                  | 59                    | 31                    | 2                     | 26                    | 1645                  | 1434                  |

### Европско првенство
| Година  | Коло                 | Пласман   | ИГ | П  | Н | И  | ГД   | ГП   | ГР   |
| ------- | -------------------- | --------- | -- | -- | - | -- | ---- | ---- | ---- |
| 1994.   | Утакмица за 5. место | 5. место  | 6  | 4  | 0 | 2  | 115  | 118  | -3   |
| 1996.   | Утакмица за 5. место | 6. место  | 6  | 3  | 0 | 3  | 138  | 143  | -5   |
| 2004.   | Први круг            | 13. место | 3  | 1  | 0 | 2  | 82   | 89   | -7   |
| 2006.   | Други круг           | 7. место  | 6  | 3  | 0 | 3  | 141  | 143  | -2   |
| 2008.   | Утакмица за 5. место | 6. место  | 7  | 3  | 0 | 4  | 202  | 208  | -6   |
| / 2010. | Други круг           | 9. место  | 6  | 3  | 0 | 3  | 152  | 167  | -15  |
| 2012.   | Први круг            | 13. место | 3  | 1  | 0 | 2  | 65   | 69   | -4   |
| / 2014. | Први круг            | 13. место | 3  | 1  | 0 | 2  | 83   | 83   | 0    |
| 2016.   | Први круг            | 16. место | 3  | 0  | 0 | 3  | 68   | 97   | -29  |
| 2018.   | Први круг            | 16. место | 3  | 0  | 0 | 3  | 59   | 83   | -24  |
| 2020.   | Утакмица за 3. место | 3. место  | 3  | 6  | 0 | 2  | 193  | 196  | -3   |
| / 2022. | Други круг           | 10. место | 6  | 1  | 1 | 4  | 132  | 159  | -27  |
| Укупно  | 12/15                | 12/15     | 60 | 26 | 1 | 33 | 1436 | 1548 | -112 |

## Тренутни састав
Састав на Светском првенству 2021.
| Бр. | Поз. | Име и презиме      | Датум рођења (године) | Висина | Наступи | Голови | Клуб |
| --- | ---- | ------------------ | --------------------- | ------ | ------- | ------ | ---- |
| 1   | Г    | Луција Бешен       | 29. март 1998.        | 1,80 м | 13      | 0      |      |
| 2   | ЛК   | Лара Бурић         | 13. август 2003.      | 1,70 м | 0       | 0      |      |
| 3   | ЛК   | Паула Посавец      | 26. август 1996.      | 1,70 м | 50      | 66     |      |
| 7   | СБ   | Дора Крсник        | 19. јануар 1992.      | 1,70 м | 42      | 84     |      |
| 8   | СБ   | Стела Посавец      | 26. август 1996.      | 1,68 м | 35      | 60     |      |
| 9   | ЛБ   | Ћамила Мичијевић   | 8. септембар 1994.    | 1,94 м | 45      | 135    |      |
| 12  | Г    | Ивана Капитановић  | 17. септембар 1994.   | 1,83 м | 32      | 4      |      |
| 13  | РК   | Ана Турк           | 29. јун 1989.         | 1,67 м | 23      | 37     |      |
| 14  | ЛБ   | Лариса Калаус      | 24. јун 1996.         | 1,73 м | 27      | 84     |      |
| 17  | П    | Катарина Јежић     | 19. децембар 1992.    | 1,73 м | 83      | 170    |      |
| 28  | ЛК   | Андреа Шимара      | 13. јул 1997.         | 1,71 м | 11      | 9      |      |
| 30  | ДБ   | Ивана Дежић        | 27. јул 1994.         | 1,79 м | 8       | 12     |      |
| 31  | П    | Ана Дебелић        | 9. јануар 1994.       | 1,83 м | 45      | 70     |      |
| 35  | РК   | Јосипа Мамић       | 7. јануар 1996.       | 1,67 м | 8       | 12     |      |
| 77  | СБ   | Валентина Блажевић | 14. фебруар 1994.     | 1,70 м | 42      | 83     |      |
| 91  | Г    | Теа Пијевић        | 18. новембар 1991.    | 1,72 м | 35      | 1      |      |